# Nikita Porshnev
Nikita Dmitrievitch Porshnev (en russe : Никита Дмитриевич Поршнев), né le 5 mars 1996 à Saratov, est un biathlète russe.

## Biographie
Il remporte trois titres de champion du monde de relais chez les juniors en 2015 (jeunes), 2016 et 2017 et une médaille d'argent à la poursuite en 2016. Il devient champion d'Europe junior du sprint en 2017. En 2017-2018, il remporte la Coupe de Russie.
Durant la saison 2018-2019, il monte sur son premier podium international sénior en IBU Cup puis obtient une sélection aux Championnats du monde à Östersund, où il est 36e de l'individuel, synonyme de premiers points en Coupe du monde et surtout médaillé de bronze avec le relais avec Matvey Eliseev, Dmitri Malyshko et Aleksandr Loguinov.
Aux Championnats du monde 2020, il signe sa meilleure performance cet hiver avec une onzième position à l'individuel. Il ne peut maintenir sa place au sein de l'équipe russe lors des deux saisons suivantes, mais remporte tout de même la même d'argent sur le sprint aux Championnats d'Europe 2022 à Arber.
En 2019, il se marie avec la biathlète Anastasiia Morozova.

## Palmarès

### Championnats du monde
| Édition / Épreuve       | Individuel | Sprint | Poursuite | Mass start | Relais                    | Relais mixte | Relais mixte simple |
| ----------------------- | ---------- | ------ | --------- | ---------- | ------------------------- | ------------ | ------------------- |
| Östersund 2019          | 36e        | —      | —         | —          | Médaille de bronze, monde | —            | —                   |
| Antholz-Anterselva 2020 | 11e        | 21e    | 39e       | 26e        | 4e                        | —            | —                   |

Légende :
- — : non disputée par Porshnev

### Coupe du monde
- Meilleur classement général : 39e en 2020.
- Meilleur résultat individuel : 11e.
- 1 podium :
  - 1 podium en relais : 1 troisième place.

 Dernière mise à jour le 14 mars 2020 

#### Classements en Coupe du monde
| Saison    | Individuel | Individuel | Sprint | Sprint   | Poursuite | Poursuite | Mass start | Mass start | Général | Général  |
| Saison    | Points     | Position   | Points | Position | Points    | Position  | Points     | Position   | Points  | Position |
| --------- | ---------- | ---------- | ------ | -------- | --------- | --------- | ---------- | ---------- | ------- | -------- |
| 2018-2019 | 5          | 68e        | -      | -        | -         | -         | -          | -          | 5       | 96e      |
| 2019-2020 | 34         | 28e        | 48     | 46e      | 15        | 56e       | 33         | 30e        | 130     | 39e      |

### Championnats d'Europe
| Édition / Épreuve   | Individuel                       | Sprint                    | Poursuite | Relais mixte | Relais mixte simple |
| ------------------- | -------------------------------- | ------------------------- | --------- | ------------ | ------------------- |
| Minsk 2019          | 58e                              | 39e                       | 12e       | —            | —                   |
| Minsk 2020          | Épreuve inexistante à cette date | 11e                       | 8e        | —            | —                   |
| Duszniki-Zdrój 2021 | 14e                              | 35e                       | 18e       | 7e           | —                   |
| Arber 2022          | 9e                               | Médaille d'argent, Europe |           |              |                     |

Légende :
- : pas d'épreuve
- : deuxième place, médaille d'argent

### Championnats du monde juniors et de la jeunesse
| Édition / Épreuve     | Individuel | Sprint | Poursuite                | Relais               |
| --------------------- | ---------- | ------ | ------------------------ | -------------------- |
| Minsk 2015            | 29e        | 4e     | 10e                      | Médaille d'or, monde |
| Cheile Gradistei 2016 | —          | 12e    | Médaille d'argent, monde | Médaille d'or, monde |
| Brezno-Osrblie 2017   | —          | 7e     | 7e                       | Médaille d'or, monde |

Légende :
- participation aux Ch. du monde de la jeunesse

- : première place, médaille d'or
- : deuxième place, médaille d'argent
- — : non disputée par Porshnev

### Universiades
- Krasnoïarsk 2019 :
  -  Médaille d'or à l'individuel.
  -  Médaille d'argent à la poursuite.
  -  Médaille de bronze au sprint.

### Championnats du monde de biathlon d'été
- Médaille d'or du relais mixte en 2018.

### IBU Cup
En comptant les podiums aux Championnats d'Europe :
- 4 podiums individuels, dont 1 victoire.
- 1 victoire en relais.